# Campanula jaubertiana
Campanula jaubertiana är en klockväxtart som beskrevs av Timb.-lagr. Campanula jaubertiana ingår i släktet blåklockor, och familjen klockväxter. Inga underarter finns listade i Catalogue of Life.